# NGC 244
NGC 244 (ook wel PGC 2675, MCG -3-3-3, UGCA 10, VV 728 of HARO 14) is een lensvormig sterrenstelsel in het sterrenbeeld Walvis. NGC 244 staat op ongeveer 28 miljoen lichtjaar van de Aarde.
NGC 244 werd op 30 december 1785 ontdekt door de Duits-Britse astronoom William Herschel.